# 爵士時代草地派對
爵士時代草地派對（英語：Jazz Age Lawn Party），又名爵士草地音樂派對，是一個以1920年代美國禁酒令時期為靈感的派對，由音樂家Michael Arenella創立，該活動於2005年開始，在美國紐約市的總督島上舉行。派對以1920年代為主題，提供了爵士樂和跳舞表演，還有可以購買食物和飲品。
該活動最初只是由大約50名Michael Arenella的朋友組成的小型派對，後來越來越受歡迎，每年都吸引了成千上萬的人，現在成為紐約市最受歡迎的活動之一。

## 收費
門票為55至5000美元，12歲以下的小童免費。

## 相片

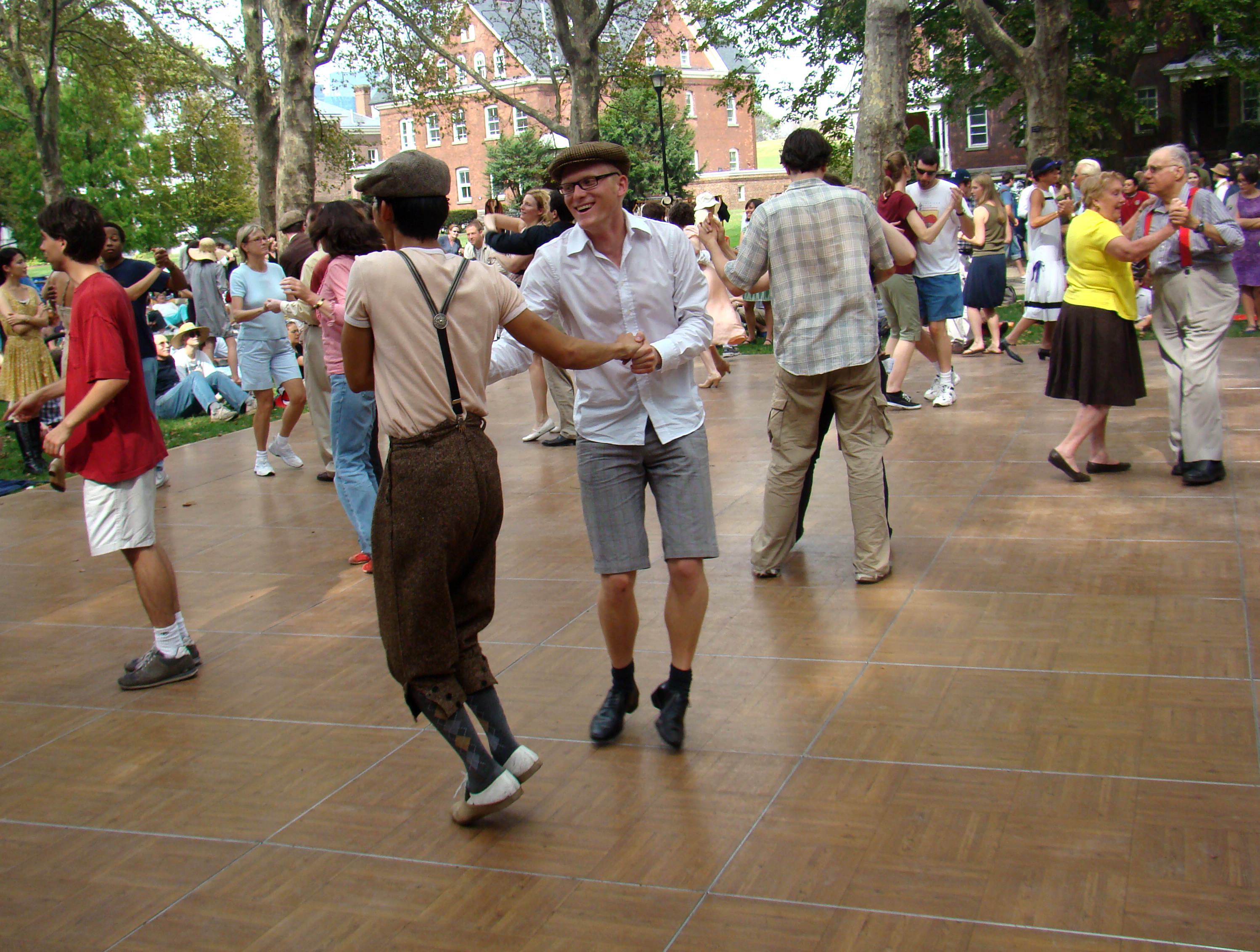
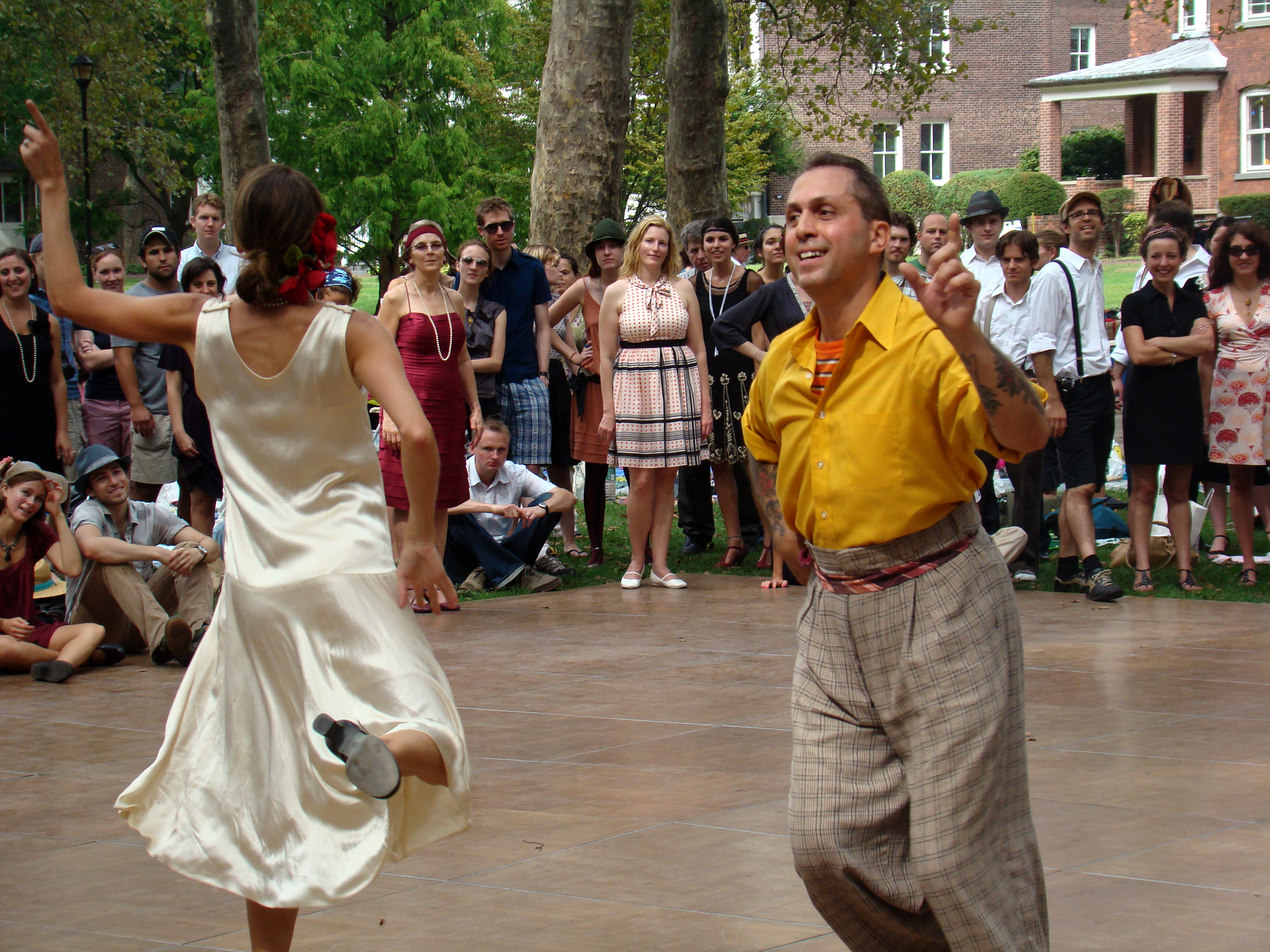
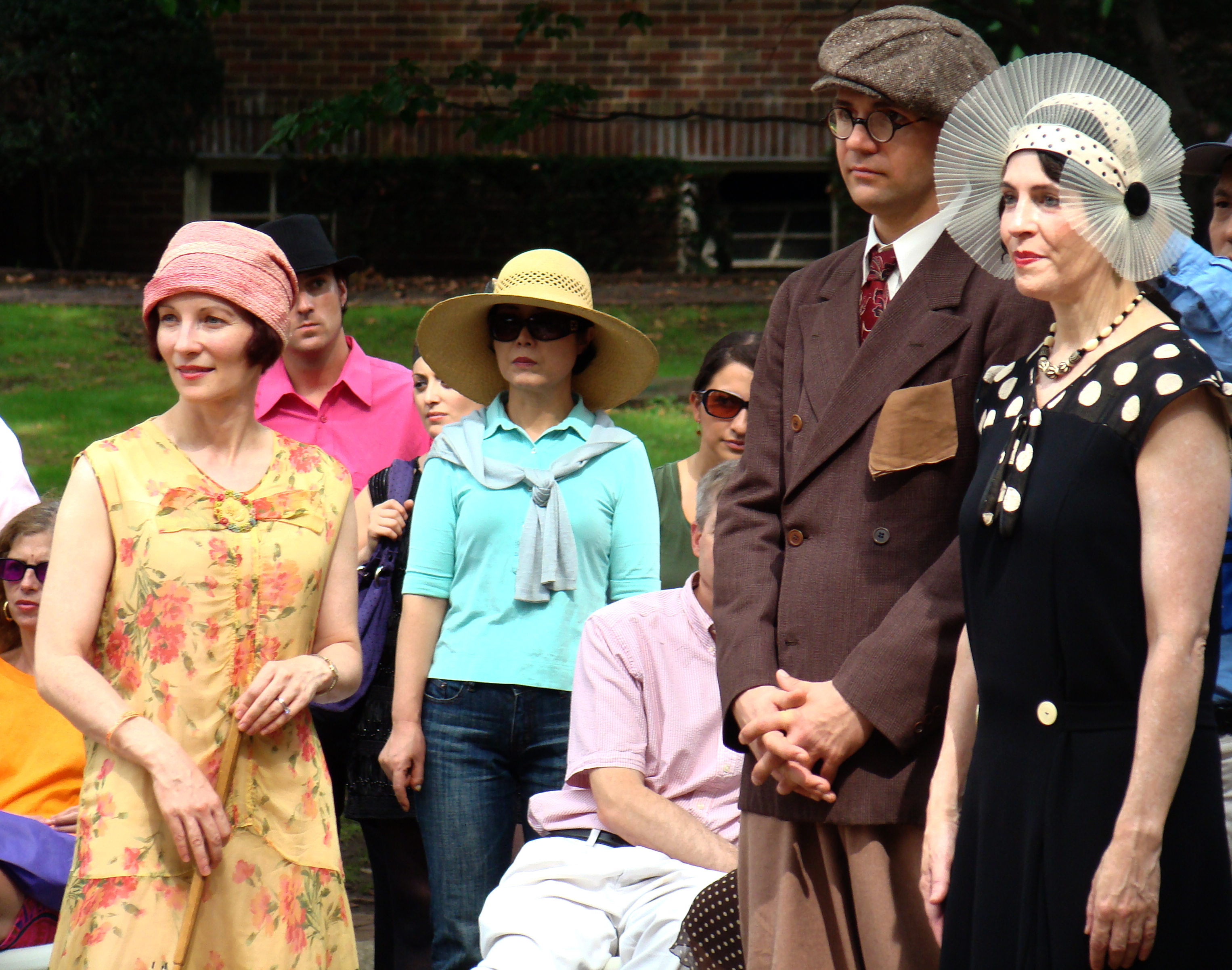
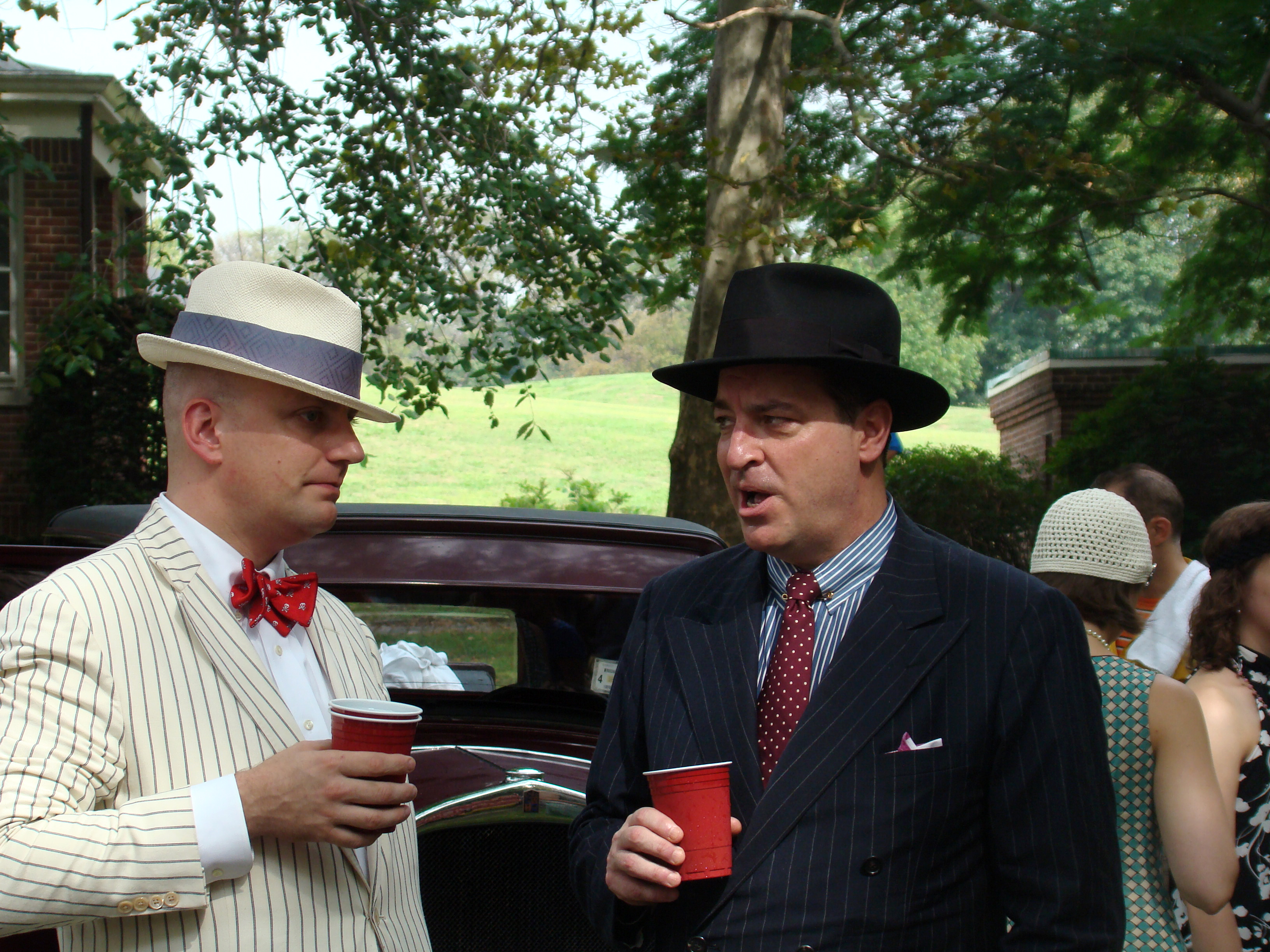

## 外部連結
- 官方網站 （页面存档备份，存于）